# Émile Durkheim
Émile Durkheim (wym. fr. [eˈmil dyʁˈkɛm]; ur. 15 kwietnia 1858, Épinal  – zm. 15 listopada 1917, Paryż) – francuski filozof, socjolog i pedagog.

## Życiorys
Pochodził z rodziny żydowskiej i początkowo był kształcony na rabina. W wieku kilkunastu lat odwrócił się od judaizmu. Uczył się w Lycée Louis-le-Grand, potem w Institution Jauffret, a następnie studiował w École normale supérieure (1877–1882). Po studiach był nauczycielem  filozofii w podparyskich liceach (w Sens, Saint-Quentin, Troyes). Interesował się już wtedy zagadnieniami społecznymi, jednak socjologia jako dyscyplina akademicka jeszcze nie istniała. Wyjechał do Niemiec, gdzie studiował tworzącą się psychologię m.in. u Wilhelma Wundta. Zaczął też publikować na tematy związane z naukami społecznymi, dzięki czemu w 1887 roku został zatrudniony na Wydziale Filozofii Uniwersytetu w Bordeaux. Jako pierwszy we Francji wykładał tam nauki o społeczeństwie. W 1893 roku opublikował swój doktorat: O podziale pracy społecznej, pierwszą z szeregu prac, które odbiły się szerokim echem we Francji. W 1896 został profesorem Uniwersytetu w Bordeaux. W 1902 roku zaczął wykładać na Uniwersytecie Paryskim. W 1913 otrzymał tytuł profesora pedagogiki i socjologii. Cieszył się już wtedy we Francji powszechnym uznaniem. W 1898 roku założył czasopismo L'annee sociologique, pierwsze czasopismo socjologiczne, będące zarazem podstawą gromadzącej się wokół Durkheima szkoły naukowej. Zmarł 15 listopada 1917 roku w wieku 59 lat.

## Socjologia

### Fakty społeczne i autonomia socjologii
Durkheim jest uważany za jednego z twórców socjologii jako odrębnej dyscypliny naukowej. Odrębności tej szukał zarówno w sposobie badania (metodologii), jak i odrębności przedmiotów, jakimi miała się zajmować: faktów społecznych. Stanowią one odrębną klasę zjawisk, która w tylko niewielkim stopniu może być wyjaśniana przez odwołanie się do innych, pozaspołecznych klas zjawisk. W konsekwencji, zjawisk społecznych nie można sprowadzać do wyjaśnień biologicznych czy psychologicznych. Takie stanowisko określane jest jako socjologizm i był on charakterystyczny dla Durkheima i jego uczniów.
Faktem społecznym jest dla Durkheima: wszelki sposób robienia, utrwalony lub nie, zdolny do wywierania na jednostkę zewnętrznego przymusu; albo inaczej: taki, który jest w danym społeczeństwie powszechny, mając jednak własną egzystencję, niezależną od jego jednostkowych manifestacji. Część z takich faktów ma charakter materialny (biurokracja, prawo), a część niematerialny (kultura, instytucje społeczne). Takie fakty socjolog powinien traktować „jak rzeczy”, czyli badać je empirycznie (drogą obserwacji i eksperymentów), a nie filozoficznie.
Durkheim sformułował cztery argumenty przemawiające za uzasadnieniem postulatu wyższości społeczeństwa nad jednostką:
- analogia z nauk przyrodniczych – organizmów i ich zachowań nie można wyjaśnić poprzez sprowadzenie ich do właściwości komórek;
- psychologia tłumów – ludzie zachowują się inaczej w zbiorowości. W zbiorowościach  można też zaobserwować zachowania społeczne (np. „zarażanie się” przekonaniami);
- zastana rzeczywistość – jednostka zastaje rzeczywistość społeczną. Kształtuje ona ją i otacza;
- fałszywa świadomość – świadomość jednostek nie jest odbiciem rzeczywistości, a idee, którymi kieruje się jednostka są niemal zawsze wykrzywieniem rzeczywistości.

### Więź społeczna
Ważną rolę w pracach Durkheima grało pojęcie więzi społecznej, czyli więzi spajającej społeczeństwo w całość. Analizę przemian tej więzi przeprowadził Durkheim w swoim dziele O podziale pracy społecznej (1893). Wyróżnił w nim dwa typy solidarności: solidarność mechaniczną i organiczną. Solidarność mechaniczna jest charakterystyczna dla społeczeństw słabo rozwiniętych i opiera się na podobieństwie pomiędzy jednostkami. W społeczeństwach spajanych tą więzią jednostka jest odbiciem zbiorowości, a świadomość zbiorowa dominuje nad świadomością indywidualną. Wraz z rozwojem społeczeństwa (jego rosnącą gęstością i objętością), świadomość zbiorowa przestaje pełnić dominującą rolę w kształtowaniu jednostki, jednostki różnicują się i pojawia się pomiędzy nimi podział pracy, dzięki któremu jednostki wzajemnie uzupełniają się w swoich działaniach, zmniejszając rywalizację. Nowy rodzaj więzi, solidarność organiczna, oparty na podziale pracy, różnorodności jednostek i ich wzajemnym dopasowaniu (a nie, jak wcześniej, na świadomości zbiorowej). Dzięki tej komplementarności i rosnącej integracji, rośnie też wydajność działań i bogactwo społeczeństw.
Durkheim uważał, że w toku dziejów maleje rola represyjnego prawa karnego, rośnie natomiast rola prawa restytucyjnego. Przyczynami są: wzrost liczby ludności, komplikacja struktur społecznych i postęp podziału pracy. Konsekwencją podziału pracy jest jednak powstawanie napięć i zjawisko anomii ze względu na brak instytucji, które przejęłyby funkcje regulujące pełnione dotąd przez religię i tradycyjne państwo. Zjawisko to analizuje Durkheim w pracy pt. Samobójstwo (1897). Była to praca przełomowa także ze względów metodologicznych: opierała się na wtórnej analizie oficjalnych danych statystycznych.

### Homo duplex
Istotną rolę w pracach Durkheima odgrywała jego koncepcja człowieka jako istoty rozdwojonej (homo duplex). Dualizm ten dotyczy ludzkiego życia wewnętrznego, gdzie jedną stronę stanowi indywidualność, czyli ciało jednostki (ten aspekt ma naturę podobną do zwierząt), a drugą strony wszystko, co wykracza poza nią i jest związane ze społeczeństwem. W związku z tym istnieją dwie klasy stanów świadomości, często ze sobą sprzecznych: tych indywidualnych, związanych z ciałem i bezpośrednimi doświadczeniami, oraz zbiorowych, które pochodzą społeczności i łączą ludzi na poziomie społecznym. Durkheim podkreśla trwały antagonizm między tymi dwoma sferami, wskazując, że moralność (i związane z nią konieczność wyrzeczenia i ofiary)  wymaga od człowieka ujarzmienia jego zwierzęcej natury, co oznacza pokonywanie instynktów, których zwierzęta, kierując się wyłącznie nimi, nie znają. Ta koncepcja stała się fundamentem jego późniejszych badań nad religią, w której widział istotny czynnik kształtujący ludzką naturę.

### Relacje zbiorowość – jednostka
Émile Durkheim poświęcił znaczną uwagę zagadnieniom socjalizacji i internalizacji moralności w kontekście społecznego porządku, czyli przekazywania jednostce norm, wartości i zwyczajów społeczeństwa, co pozwalało na zintegrowanie jej z grupą i przyswajanie sobie społecznie akceptowalnych form zachowania. Dzięki procesom internalizacji, moralność (a poprzez nią społeczeństwo) staje się częścią jednostki ludzkiej. Podstawowe znaczenie ma tu proces edukacji, w tym edukacji moralnej. Durkheim podkreślał trzy jej istotne aspekty: wpajanie dyscypliny pozwalającej na samokontrolę, kształtowanie poczucia autonomii, oraz kształtowanie podporządkowania jednostki  społeczeństwu i jego systemowi moralnemu.
Internalizacja moralności miała we współczesnych społeczeństwach słabnąć, wraz z przemianami  więzi społecznej, co prowadziło do wzrostu  anomii, czyli chaosu normatywnego.

### Samobójstwo i anomia

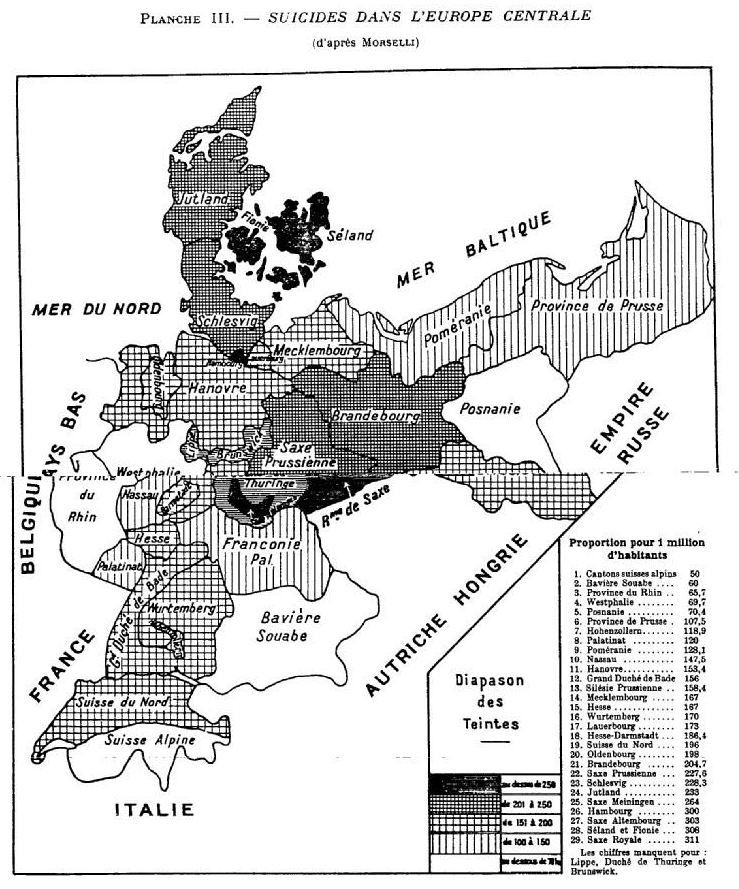
Samobójstwa w Europie Środkowej. Mapa z wizualizacją danych opublikowana w Samobójstwie Durkheima.

Szerokim echem odbiła się praca Samobójstwo (1897), będące zastosowaniem koncepcji teoretycznych i metodologicznych Durkheima do analizy konkretnego problemu społecznego, w oparciu o szczegółowe dane statystyczne. Zamierzeniem Durkheima było pokazać, jak niematerialne fakty społeczne odgrywają kluczową rolę w różnicowania wskaźników samobójstw. Tym samym, Durkheim pokazywał w jaki sposób czynnik społeczny oddziałuje na jednostkę. Dzięki pracy zdolnej wyjaśnić nawet tak indywidualny akt jak samobójstwo, Durkheim starał się uzasadnić autonomię socjologii jako nauki.
Durkheim dokonał systematycznej analizy różnych typów samobójstw, wyróżniając cztery ich główne kategorie: samobójstwa anomiczne, fatalistyczne, egoistyczne (inaczej egotyczne) i altruistyczne. Durkheim podkreślał, że różnice we wskaźnikach samobójstw można przypisać różnym typom społecznych zmian. Egoistyczne samobójstwa były związane z brakiem integracji społecznej, altruistyczne z nadmiarem tej integracji, fatalistyczne z nieproporcjonalną kontrolą społeczną, natomiast anomiczne były rezultatem zaniku norm i wartości społecznych.
Anomia, według Durkheima, była główną patologią współczesnego społeczeństwa, a jej źródłem był anomiczny podział pracy. Ten patologiczny stan wynikał z postępującego osłabienia moralności i więzi społecznej. Nowa forma więzi oparta na solidarności organicznej tylko częściowo rekompensuje to osłabienie i nie jest w stanie całkowicie zapobiec szkodom. Główną tezą Durkheima, potwierdzoną (w ogólnej mierze) przez innych badaczy, jest to, że wskaźnik samobójstw jest skorelowany z integracją i regulacją społeczną (systemem norm społecznych). Zmiany we wskaźniku samobójstw wynikają więc z głębokich przemian społecznych. Industrializacja, wiążąc się z rozpadem tradycyjnych społeczności, wiązała się ze wzrostem liczby samobójstw. Czasy kryzysów (np. wojny), jeśli wiążą się z zacieśnieniem więzi społecznych, dają w efekcie spadek liczby samobójstw.
Praca o samobójstwie pozwoliła też Durkheimowi odrzucić niektóre hipotezy dotyczące źródeł zachowań samobójczych. Taką błędną koncepcją była jego zdaniem koncepcja  naśladownictwa społecznego, czyli dokonywania samobójstw pod bezpośrednim wpływem mediów (w wypadku Durkheima były to gazety). Posługując się statystykami samobójstw, Durkheim wskazywał, że różnice w rynku prasowym nie znalazły odbicia w statystykach samobójstw (nie zmieniły proporcji samobójstw). Nie można więc tego zjawiska wiązać z obecnością oraz rozwojem mediów.

### Religia
Durkheim przez całe życie interesował się religią. W młodości uczęszczał do szkoły rabinicznej, jednak z czasem porzucił religię, zajmując się religią jedynie naukowo. Religia ujmowana była przez niego jako fenomen czysto społeczny, a analizując ją nie odnosił się do kwestii ponadnaturalnych. Jego najważniejszą pracą w tym obszarze były Elementarne formy życia religijnego (1912), jednak temat ten pojawiał się we wszystkich jego publikacjach.
Religia była jego zdaniem wzorcowym faktem niematerialnym, o ogromnym wpływie na jednostkę i społeczeństwo. Pełni ona w społeczeństwie takie funkcje jak: inicjacja jednostki do życia zbiorowego, integrowanie zbiorowości (tworzenie solidarności grupowej), kultywowanie tradycji grupowych.

## Poglądy polityczne
Poglądy polityczne Durkheima nie dają się jednoznacznie określić. Można u niego odnaleźć elementy konserwatyzmu, etatyzmu oraz socjalizmu (był jednak przeciwnikiem marksizmu). Jego postawa w trakcie sprawy Dreyfusa, gdzie stanął po stronie oskarżonego oficera, naraziła go na ataki francuskiej prawicy.
Kolejną kwestią jest to, jakie konsekwencje z jego teorii wyciągali myśliciele i działacze polityczni. W szczególności podkreśla się jego związki z francuskim solidaryzmem: doktryną społeczno-polityczną rozwiniętą w III Republice.

## Wpływ

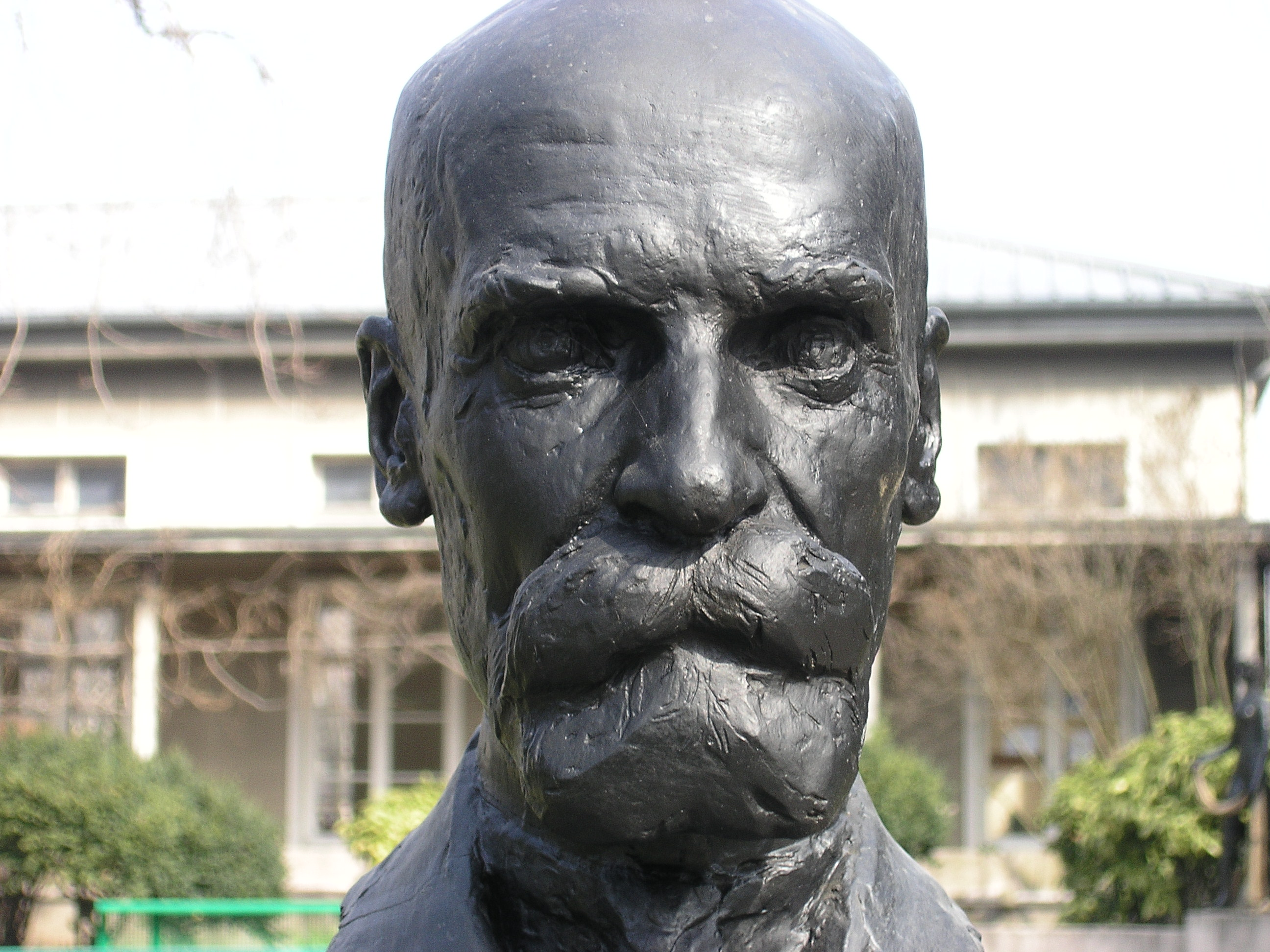
Popiersie Durkheima w Paryżu.

Durkheim jest jednym z twórców socjologii. Już za życia cieszył się wielkim uznaniem we Francji, gromadząc duże grono współpracowników i uczniów, określane później mianem szkoły durkheimowskiej (poza krajem także jako „szkoła francuska”).  Szkoła zebrała się ona wokół założonego w 1898 czasopisma L'année sociologique, pierwszego na świecie czasopisma socjologicznego, oraz wokół jego pracy akademickiej na uniwersytetach w Bordeaux i w Paryżu. Do szkoły tej zaliczani są m.in. Antoine Meillet, Célestin Bouglé, Marcel Mauss, Francois Simiand, Paul Fauconnet, Maurice Halbwachs, Robert Hertz, Georges Davy, Marcel Granet, Henri Hubert, Stefan Czarnowski. Wpływ Durkheima był znacznie szerszy. Jego prace miały znaczenie m.in. dla takich badaczy jak Ferdinand de Saussure, Lucien Febvre czy Mark Bloch.
Rozgłos zagraniczny przyszedł po śmierci Durkheima (1917). Został szybko uznany za jednego z najważniejszych badaczy i teoretyków nauk społecznych. W 1937 roku Talcott Parsons w pracy The Structure of Social Action opisał go jako jednego z ojców założycieli socjologii. Od tego czasu jest powszechnie uznawany za jednego z klasyków tej dyscypliny.

## Dzieła
Bibliografia nie zawiera nietłumaczonych artykułów:
- 1892 La Contribution de Montesquieu à la constitution de la science sociale;
- 1893 De la division du travail social;

- (pl) 1999 O podziale pracy społecznej (tłum. Krzysztof Wakar);

- 1895 Les Règles de la méthode sociologique;

- (pl) 1968 Zasady metody socjologicznej (tłum. Jerzy Szacki);

- 1897 Le Suicide;

- (pl) 2006 Samobójstwo. Studium z socjologii (tłum. Krzysztof Wakar);

- 1897 De la définition des phénomènes religieux (artykuł w L’Année Sociologique);

- (pl) 1903 Próba określenia zjawisk religijnych (tłum. Stanisław Brzozowski);

- 1912 Les Formes élémentaires de la vie religieuse: le système totémique en Australie;

- (pl) 1990 Elementarne formy życia religijnego (tłum. Anna Zadrożyńska);

- 1914 Qui a voulu la guerre? (wraz z Ernestem Denisem);
- 1915 L'Allemagne au-dessus de tout;
- 1915 La Sociologie.

### Prace wydane pośmiertnie
- 1918 Le « Contrat social » de Rousseau;
- 1922 Éducation et sociologie;

- (pl) 2012  fragment: Edukacja i socjologia (tłum. Anastazja Dwulit), czasopismo „Zoon Politikon”;
- (pl)  2013 fragment: Definicje edukacji. Ujęcie krytyczne (tłum. Justyna Tomczyk), czasopismo „Tolerancja. Studia i szkice”;

- 1924 Sociologie et philosophie;

- (pl) 2014 artykuł: Sądy wartościujące i sądy o rzeczywistości (tłum. Konrad Siemaszko), czasopismo „Stan Rzeczy”;

- 1925 L'Éducation morale, cours dispensé à la faculté des lettresde l'université de Paris 1902–1903;
- 1928 Le Socialisme, sa définition, ses débuts. La doctrine saint-simonnienne;
- 1938 L'Évolution pédagogique en France;
- 1955 Pragmatisme et sociologie;
- 2002 Cours de philosophie dispensé au Lycée de Sens 1883–1884 (wyd. elektroniczne).